# Esen Tayisi
Esen Tayisi (mongolo: Эсэн тайш; ... – 1455) è stato un potente khagan oirato della dinastia degli Yuan del Nord in Mongolia nel XVI secolo.
È più noto per aver catturato l'imperatore Zhengtong della dinastia Ming nel 1450 dopo la battaglia della Fortezza di Tumu e aver brevemente riunito i mongoli. I mongoli occidentali hanno raggiunto il loro culmine sotto il suo governo.